# Еманча
Еманча — река в Воронежской области России. Правый приток Девицы.
Длина реки составляет 35 км, площадь водосборного бассейна 401 км².
Река берёт начало в селе Еманча 2-я. На реке находятся населённые пункты Ивановка, Дмитриевка, Еманча 1-я. Устье реки находится в 21 км по правому берегу реки Девица.

## Данные водного реестра
По данным государственного водного реестра России относится к Донскому бассейновому округу, водохозяйственный участок реки — Дон от города Задонск до города Лиски, без рек Воронеж (от истока до Воронежского гидроузла) и Тихая Сосна, речной подбассейн реки — бассейны притоков Дона до впадения Хопра. Речной бассейн реки — Дон (российская часть бассейна).
Код объекта в государственном водном реестре — 05010100812107000002358.